# Espaço verde
Espaço verde é uma área de terreno onde estão presente espécies vegetais, num contexto urbano. São exemplos de espaços verdes, os parques, os jardins, as praças e logradouros ajardinados, as alamedas, certos cemitérios.
Em Portugal, segundo o Decreto-Regulamentar n.º9/2009, de 29 de maio, os espaços verdes de utilização colectiva são "as áreas de solo enquadradas na estrutura ecológica municipal ou urbana que, além das funções de proteção e valorização ambiental e paisagística, se destinam à utilização pelos cidadãos em atividades de estadia, recreio e lazer ao ar livre".
Muitos dos espaços verdes incluem espécies protegidas ou exemplares vegetais classificados de interesse público em Portugal pela Direcção-Geral de Florestas.

Os espaços verdes podem ser públicos ou privados, embora muitos dos privados possam ser de uso público. Estes espaços são zonas de recreio e lazer por excelência, favorecendo os encontros entre os cidadãos.

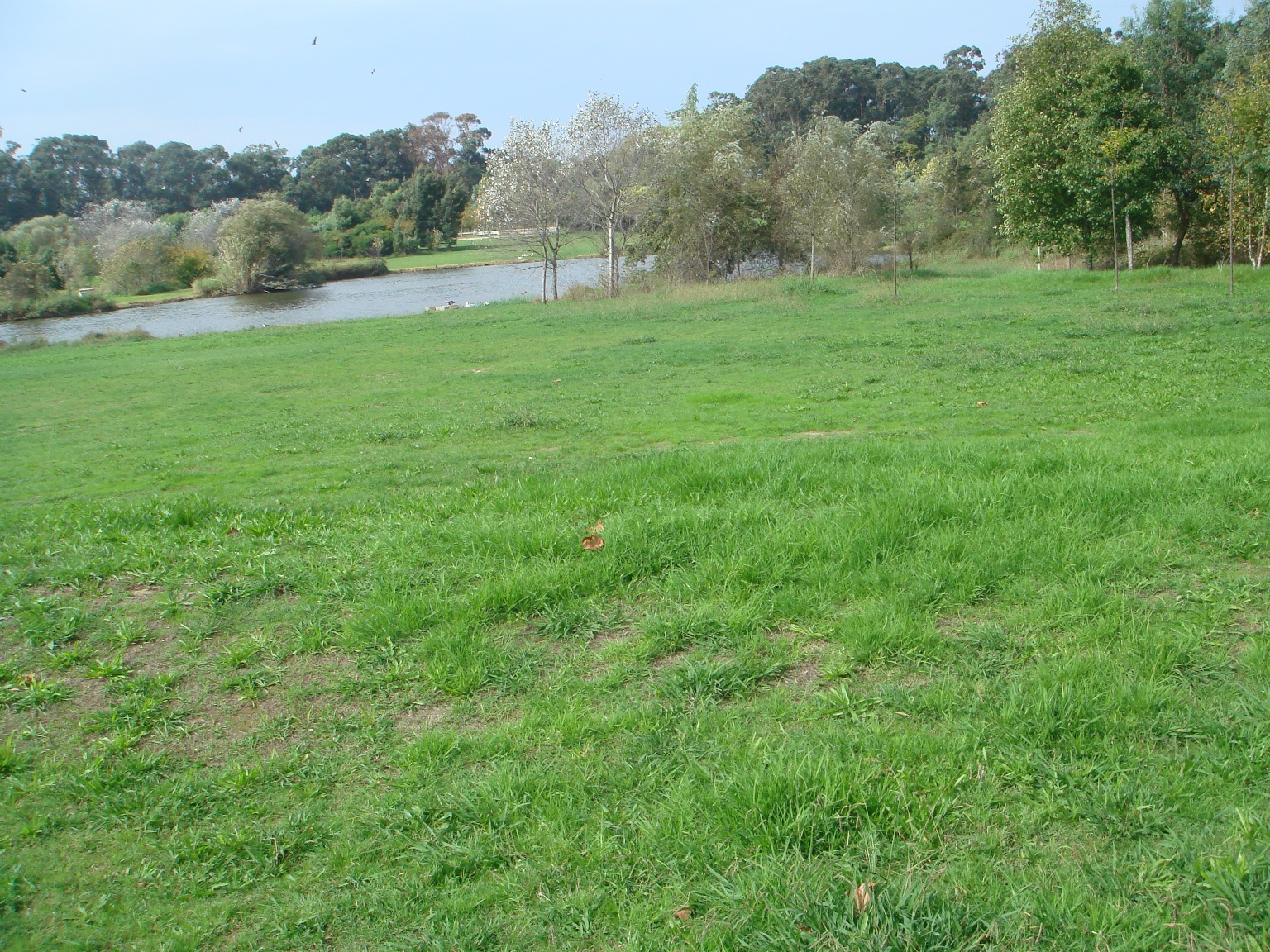
Parque da Cidade, o maior espaço verde do Porto.

Os espaços verdes contribuem para a absorção da água da chuva pela percolação ao nível do solo e pelas raízes das árvores, reduzindo o volume de água das enxurradas e os danos ocasionados pelas inundações. A presença de espaços verdes permite, também, limitar a poluição das águas de superfície que escoam sobre os espaços pavimentados, os quais contêm os poluentes como o chumbo e resíduos de várias origens.
A vegetação tem uma função importante para a protecção dos solos contra a erosão pela água e pelo vento. Ela melhora a estética da paisagem urbana, criando uma modificação de textura, um contraste de cores e de forma em relação às construções. A vegetação, no meio urbano e periurbano, ajuda a definir e a separar os espaços exteriores. Nas zonas residenciais ou áreas verdes públicas, a vegetação assegura a característica privada de certos espaços.